# Museet Ribes Vikinger
|  | Ikke at forveksle med frilandsmuseet Ribe Vikingecenter. |
Museet Ribes Vikinger er et kulturhistorisk museum, der beskæftiger sig med vikingetiden og middelalderen i Ribe i Sydvestjylland. Museet indeholder udstillinger fra forskellige udgravning i Ribe, som bl.a. en fra Ribe Domkirke der foregik fra 2008-2012.
Museet er en del af Sydvestjyske Museer efter en sammenlægning i 2008.

## Besøgstal
- 2016: 55.889[3]
- 2020: 22.968[4]
- 2021: 19.881[4]